# Frauenkloster Mariä Schutz und Fürbitte (Kiew)
Koordinaten: 50° 27′ 32″ N, 30° 29′ 38″ O

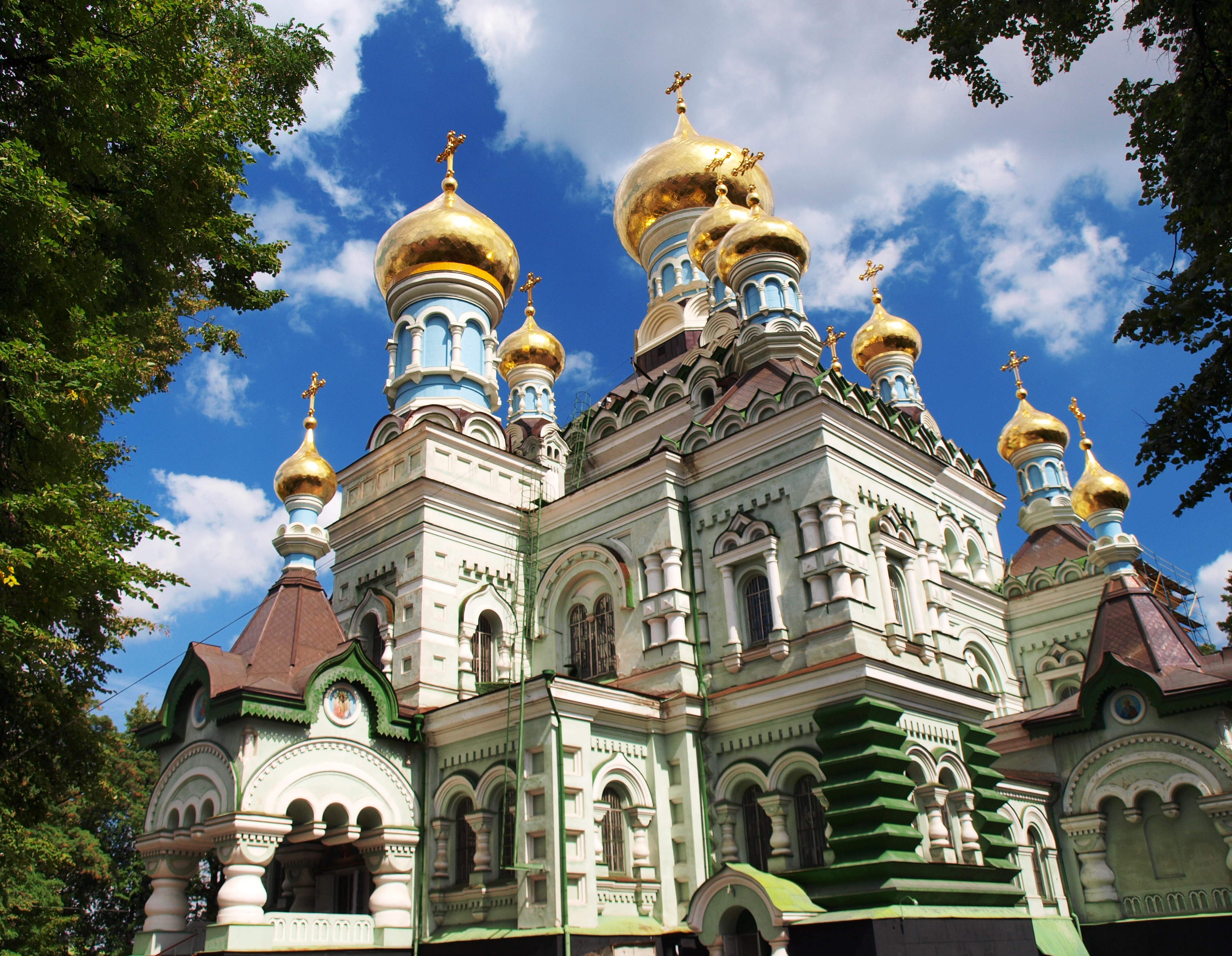
Heilige-Nikolaus-Kathedrale des Pokrowskyj-Kloster

Das Kloster Mariä Schutz und Fürbitte (ukrainisch Покровський монастир Pokrowskyj monastyr) ist ein Nonnenkloster der Ukrainisch-Orthodoxen Kirche im Rajon Schewtschenko der ukrainischen Hauptstadt Kiew. Es entstand ab 1889 und ist nicht zu verwechseln mit dem Männerkloster Mariä Schutz und Fürbitte in Holosijiw in Kiew, das vom 17. bis Anfang des 20. Jahrhunderts bestand.

## Geschichte
Das Kloster auf dem Kudrjawez-Hügel wurde 1889 von Großfürstin Alexandra Petrowna Romanowna, einer deutschen Prinzessin und Schwägerin von Zar Alexander II. gegründet. Die Großfürstin finanzierte den Klosterbau auf eigene Kosten, wobei allein das Grundstück mehr als 50.000 Rubel kostete. 1889 begann der ukrainische Architekt russischer Herkunft Wladimir Nikolajew mit dem Bau des etwa 30 Gebäuden umfassenden Klosterkomplexes im neobyzantinischen Stil.
1896 besuchte Zar Nikolaus II. das Kloster und stiftete weitere Gelder zum Bau einer Ambulanz- und Therapiestation. Zwischen 21. August 1896 und 1911 erbaute Nikolajew, nach den Plänen des Sohnes der Klostergründerin, die 2500 Gläubige fassende Heilige-Nikolaus-Kathedrale, die bis in die Gegenwart größte Kirche Kiews, mit 13 vergoldeten Zwiebelkuppeln.

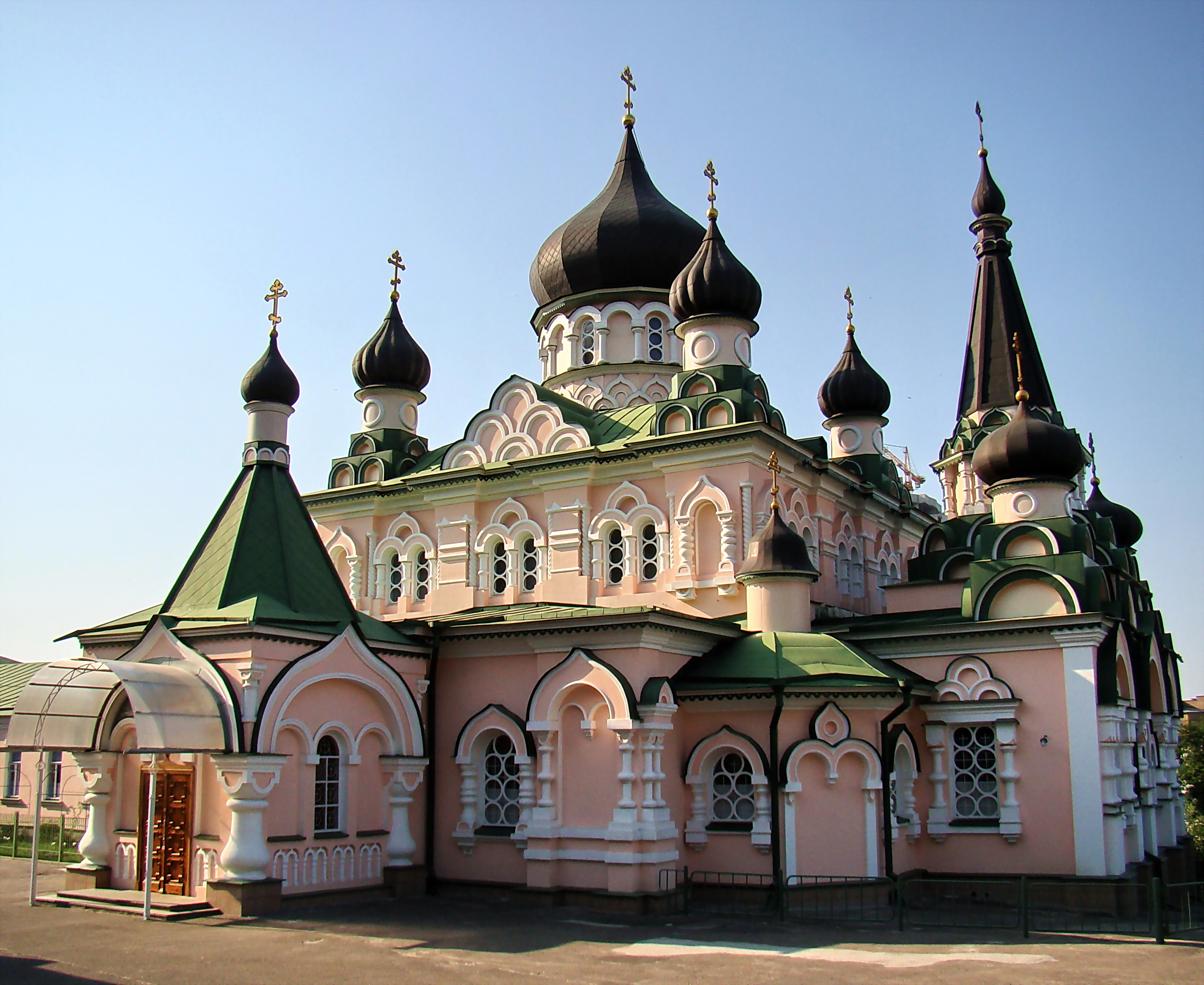
Kirche auf dem Klostergelände

1923 wurde das Kloster geschlossen und während der Sowjetzeit fünf, zwischen 1889 und 1897 errichtete, Klosterkirchen abgerissen. Im Oktober 1941 wurde das Kloster wieder geöffnet.
Im Jahr 2011 lebten im renovierten Klosterkomplex etwa 350, für die Herstellung von golddurchwirkter Kleidung für Kirchenfiguren bekannte, Nonnen im Kloster.